# Oqaatsut
Oqaatsut [ɔˈqaːt͡sːut] (nach alter Rechtschreibung Oĸaitsut) ist eine grönländische Siedlung im Distrikt Ilulissat in der Avannaata Kommunia.

## Lage

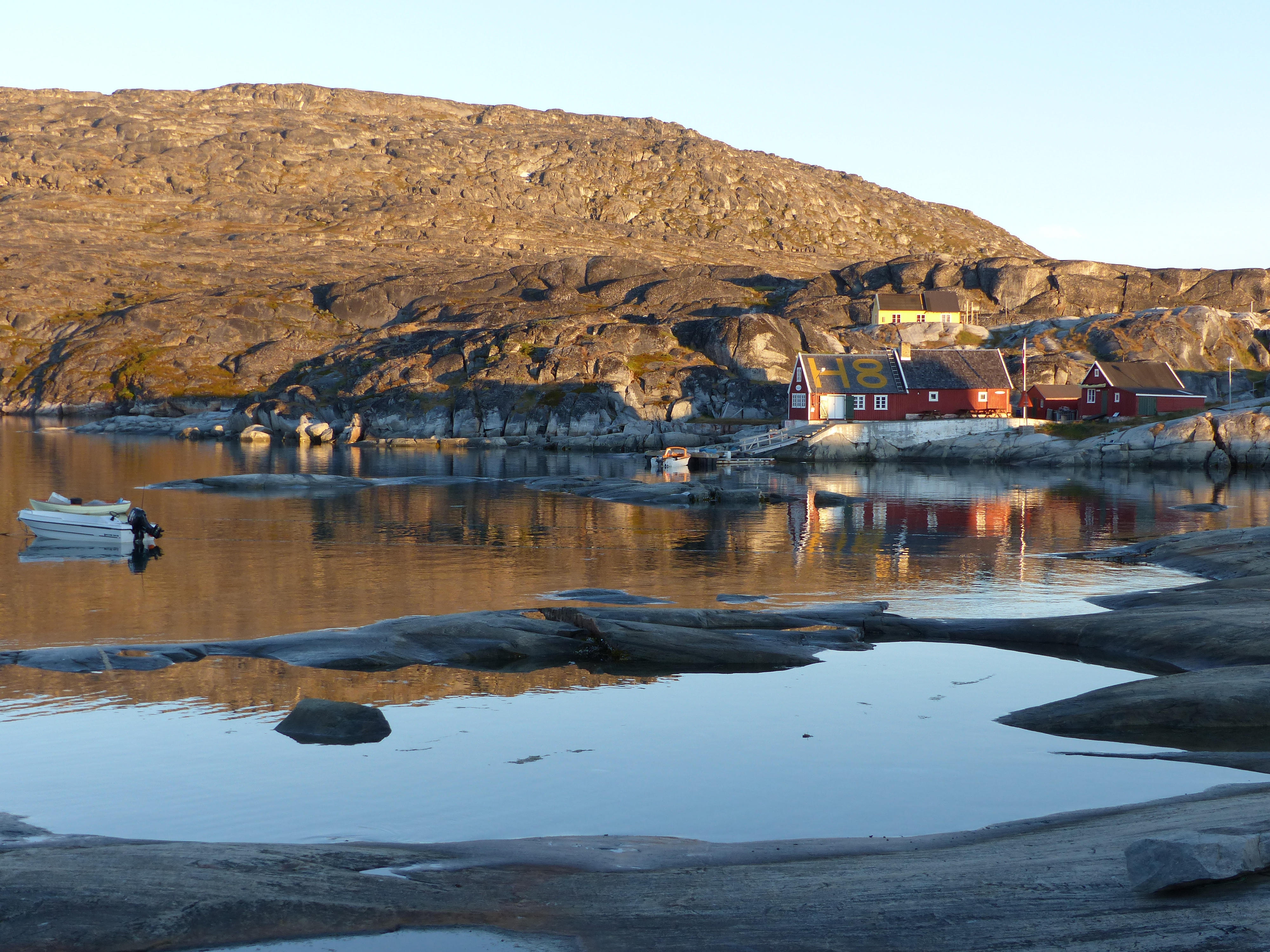
Der Hafen von Oqaatsut in der Bucht Umiarsualivik (2015)

Oqaatsut liegt auf einer Landspitze an der zentralen Westküste der Halbinsel Paakitsup Nunaa 14 km nördlich des Kommunehauptorts Ilulissat. Die Meerenge Ikerasannguaq trennt Oqaatsut von der Insel Qeqertaq. Sie bildet die Bucht Umiarsualivik an der Ostküste Oqaatsuts.

## Geschichte

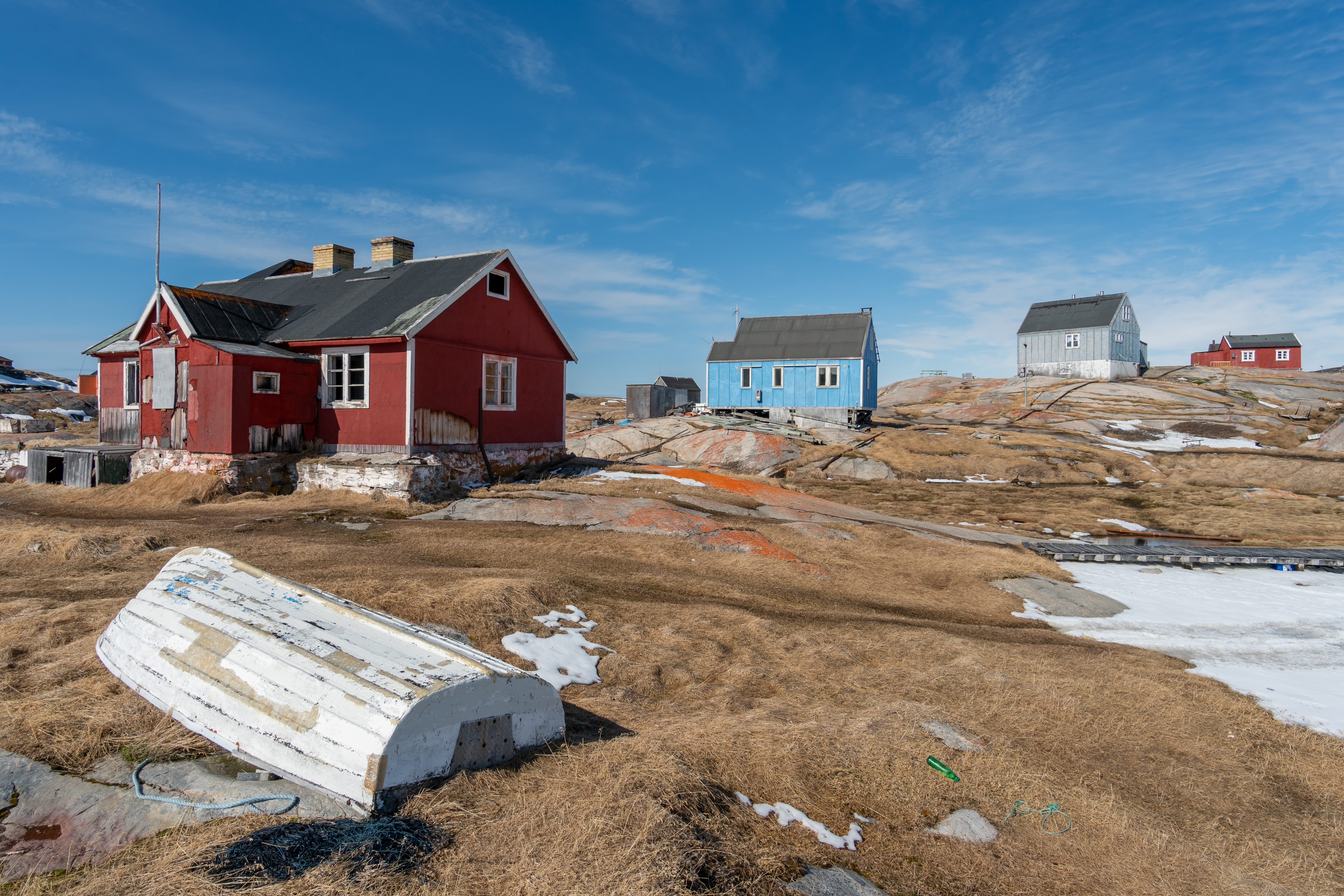
Oqaatsut (2024)

Schon vor der Kolonialisierung besuchten Holländer den Wohnplatz, um hier mit den Inuit Handel zu treiben. Der alte Name Rodebay („Rote Bucht“) geht auf die niederländischen Walfänger zurück, die sich zu dieser Bezeichnung von der Färbung des Wassers nach erfolgreichem Walfang inspirieren ließen. Einer anderen Theorie zufolge geht der Name auf das bei Lourens Feykes Haan überlieferte Roo Bay („Ruhebucht“) zurück und deutet an, dass man hier verweilte.
In den ersten Jahren der Kolonialzeit lebten nur wenig Menschen in Oqaatsut. 1767 erwähnt Jørgen Sverdrup „einige heidnische Mörder“. Eine weitere Erwähnung folgt 1775. 1781 schlug Carl Dalager vor, die Loge Jakobshavn aus Ilulissat nach Oqaatsut zu verlegen, was verworfen wurde. Um 1790 wurde von Marcus Nissen Myhlenphort ein Haus für einen Garnfangversuch errichtet. 1807 lebte nur eine Familie über den Winter in Oqaatsut. 1842 wurde mit dem Handel in Oqaatsut begonnen. Erst in der zweiten Hälfte des 19. Jahrhunderts stieg die Einwohnerzahl an. 1877 erhielt der Ort den Udstedsstatus. Dafür wurde ein Speckhaus gebaut und der Udstedsverwalter Johan Reimer (1832–1896) angestellt.
Oqaatsut ist der Herkunftsort der grönländischen Familien Reimer, Rosbach und Olrik. 1890 lebten 115 Menschen in Oqaatsut. 1905 waren es schon 142.
1915 hatte Oqaatsut 127 Einwohner. Von den Bewohnern waren 25 als Jäger tätig. Im Ort standen 20 Wohnhäuser. Dazu gab es eine Udstedsverwalterwohnung, die 1898 als Fachwerkbau mit Holzverkleidung und Dachschindeln errichtet worden war. Sie wurde 1914 umgebaut und maß 60 m² und hatte zwei Zimmer, Küche und Vorratsraum. Der Laden von 1907 war 49 m² groß. Außerdem gab es ein Proviantlager. Beide Gebäude waren Fachwerkbauten. Das neue Speckhaus von 1894 war ein Torfmauerhaus. Die Hebamme hatte ein eigenes Wohnhaus. Der Katechet war in einer Schulkapelle von 1805 mit freistehendem Kirchturm angestellt. Sie war ein holzverkleidetes Fachwerkgebäude mit Dachschindeln und Harmonium im Inneren.
In den 1920er Jahren wurden eine neue Schulkapelle, ein neuer Laden und ein Packhaus errichtet. 1930 hatte der Ort 89 Einwohner. In den 1940er Jahren erhielt Oqaatsut eine Salzerei und ein Trocknungshaus. 1952 gab es 240 m² an Fischhäusern. Als 1957 eine neue Schulkapelle errichtet wurde, wurde die alte in ein Versammlungshaus und Freizeitklub umgewandelt. Bis 1960 stieg die Einwohnerzahl auf 170 Personen an. 1961 wurde ein weiteres Packhaus errichtet, welches zuvor in Ataa gestanden hatte.
Bis 1950 war Oqaatsut eine eigene Gemeinde, der bis zu seiner Aufgabe noch der Wohnplatz Qilersiut angehörte. Die Gemeinde gehörte zum Koloniedistrikt Jakobshavn und war Teil des 5. Landesratswahlkreises Nordgrönlands. Oqaatsut war ein Teil der Kirchengemeinde von Ilulissat. 1950 wurde Oqaatsut in die Gemeinde Ilulissat eingemeindet.

## Wirtschaft
Der Haupterwerb in Oqaatsut aus Jagd und Fischerei. In der im Jahr 2000 privatisierten Fischfabrik werden Heilbutt und Dorsch verarbeitet und unter anderem Ræklinger (Trockenfischstreifen) hergestellt. Die Nähe zur grönländischen Touristenhochburg Ilulissat begünstigt ebenfalls den Tourismus in Oqaatsut. Durch Unterstützung der WWF konnte der Ökotourismus in Oqaatsut gestärkt werden. Seit 2011 gibt es in Oqaatsut ein von Ole Dorph betriebenes Hotel. Das Restaurant H8 (benannt nach der gelben Markierung auf dem Dach, die noch aus dem Zweiten Weltkrieg stammt) wurde von einem Ehepaar aus dem Vogtland betrieben, das 2015 in Oqaatsut bei einem Bootsunfall ertrank. Aus Ilulissat reisen in den Sommermonaten regelmäßig kleine Touristengruppen an, um in dem geschützten Fjord Kajak-Touren zu unternehmen.

## Infrastruktur und Versorgung
In Oqaatsut gibt es einen Heliport, der jedoch nicht beflogen wird. Der Transport wird vollständig per Schiff, Schneemobil und Hundeschlitten abgewickelt. Innerhalb des Orts gibt es keine befestigten Wege.
Die Strom- und Wasserversorgung wird von Nukissiorfiit gewährleistet. Die Wasserbereitstellung erfolgt dabei durch eine Meerwasserentsalzungsanlage. Müll und Abwasser werden über die Deponie nördlich von Oqaatsut entsorgt. TELE Greenland stellt die telekommunikative Anbindung des Ortes bereit.

## Bebauung
Zur Bereitstellung von Gütern existiert in Oqaatsut eine Pilersuisoq-Filiale. Die Oqaatsut Atuarfiat, Oqaatsuts Schule, wird von etwa fünf Schülern besucht, die anschließend eine weiterführende Schule in Ilulissat besuchen. Die Schule ist im selben Gebäude wie die Kirche untergebracht. In Oqaatsut gibt es des Weiteren eine Krankenstation und eine Gemeinschaftswerkstatt. Mehrere Gebäude in Oqaatsut werden als erhaltungswürdig eingestuft.

## Sport
Der 1977 gegründete Fußballverein R-77 Oqaatsut nahm 1990 und 1997 zweimal an der Grönländischen Fußballmeisterschaft teil.

## Bevölkerungsentwicklung
Oqaatsut ist das kleinste Dorf im Distrikt Ilulissat und auch eines der kleinsten der Kommune. Zwischen 1977 und 2018 verlor der Ort rund zwei Drittel seiner Einwohner, seither steigt die Einwohnerzahl wieder.